# Große Mausschwanzfledermaus

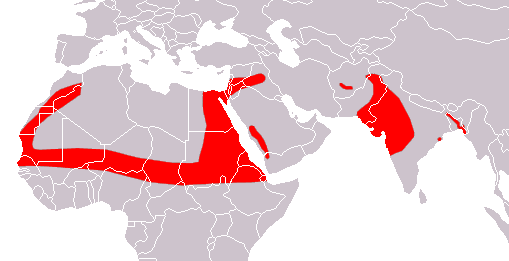
Verbreitungsgebiet der Großen Mausschwanzfledermaus

Die Große Mausschwanzfledermaus (Rhinopoma microphyllum) ist ein im nördlichen Afrika und bis nach Asien verbreitetes Fledertier in der Familie der Mausschwanzfledermäuse. Das Typusexemplar stammt vermutlich aus der Umgebung von Gizeh in Ägypten.

## Merkmale
Erwachsene Exemplare sind mit Schwanz 111 bis 147 mm lang, die Schwanzlänge beträgt 41 bis 63 mm und die Unterarme sind 57 bis 75 mm lang. Damit ist die Art einer der größten Vertreter ihrer Gattung. Weitere eindeutige Unterscheidungsmerkmale liegen in abweichenden Details des Schädelbaus. Das kurze Fell mit bis zu 5 mm langen Haaren ist oberseits hell graubraun und unterseits noch heller. Das Hinterteil ist fast nackt und Fettspeicher in der Haut treten im Herbst und Winter als gelbliche Stellen hervor. Der Kopf ist durch große Augen, ein unscheinbares Nasenblatt und durch Ohren gekennzeichnet, die auf der Stirn durch einen Hautstreifen miteinander verbunden sind. Diese Fledermaus hat eine schmale Schwanzflughaut, mit einem deutlich herausragenden Schwanz. Typisch sind schmale Füße. Weibchen besitzen zwei Zitzen auf der Brust mit Milchdrüsen und zwei Zitzen auf dem Bauch ohne Milchdrüsen. Die Zahnformel lautet I 1/2, C 1/1, P 1/2, M 3/3, was 28 Zähne im Gebiss ergibt.

## Verbreitung
In Afrika reicht das Verbreitungsgebiet vom westlichen Algerien und Marokko über Senegal und weiter ostwärts entlang der Sahelzone bis ins nördliche Äthiopien. Von da entlang des Nils und des Roten Meeres bis zu Sinai-Halbinsel in Ägypten. Die asiatischen Populationen leben in der Levante, auf der westlichen Arabischen Halbinsel, in Afghanistan, vom östlichen Pakistan bis zum zentralen Indien sowie in Bangladesch und im westlichen Myanmar. Die Große Mausschwanzfledermaus hält sich im Flachland und in Gebirgen bis 1200 Meter Höhe auf. Diese Art bevorzugt trockene Buschländer und Halbwüsten mit einer jährlichen Niederschlagsmenge bis zu 300 Millimeter.

## Lebensweise
Diese Fledermaus ruht am Tage in Höhlen, Bergwerken, Felsspalten, Straßendurchlässen und selten genutzten Gebäuden, die etwas mehr Feuchtigkeit bieten. Der Flug besteht aus Perioden, in denen die Tiere flattern, und aus Gleitphasen. Meist werden fünf bis sieben Melodien zur Echoortung eingesetzt. Im Versteck können einzelne Exemplare oder Kolonien mit einigen tausend Mitgliedern ruhen. Verschieden Populationen wandern vor dem Winter in geschütztere Gebiete. Die Große Mausschwanzfledermaus legt im Herbst Fettreserven an und es kommen Phasen von Torpor vor, jedoch kein Winterschlaf. Männchen wiegen vor dem Winter 40 bis 45 g und danach 32 bis 35 g. Bei Weibchen nimmt das Gewicht von 30 bis 35 g auf 28 bis 33 g ab. In Indien werden zu allen Jahreszeiten Käfer, Schmetterlinge sowie Heuschrecken gejagt und Hautflügler nicht im Winter. Gelegentlich dienen Termiten, Netzflügler und Vertreter der Überordnung Dictyoptera als Komplement. Die Fledermaus fällt selbst Schleiereulen zum Opfer.
Im östlichen Teil des Verbreitungsgebiets paaren sich die Tiere meist im März. Nach 104 bis 123 Tagen Trächtigkeit wird zwischen Juni und August ein Jungtier geboren, das etwa 5 g wiegt. Das Junge wird etwa vier Wochen gesäugt und die Geschlechtsreife tritt nach 18 bis 19 Monaten ein.

## Gefährdung
Regional wirken sich Störungen am Ruheplatz und Insektenbekämpfungsmittel negativ aus. Die IUCN listet die Große Mausschwanzfledermaus als nicht gefährdet (least concern) aufgrund einer stabilen Gesamtpopulation.